# Йорон
Йоро́н (яп. 与論島 Ёрондзима, также Ёронто:) — один из островов Амами, принадлежащий Японии. Расположен в 22 км к северу от утёса Хэдо (яп. 辺戸岬 хэдо мисаки), самой северной точки острова Окинава, между Восточно-Китайским морем и Тихим океаном. Это самый южный остров префектуры Кагосима.

## География
Площадь острова — около 20,8 км²; периметр — 23,5 км. Население острова — 6000 человек. Высочайшая точка Йорона находится на 98 метров выше уровня моря.

## История
Йорондзима была частью королевства Рюкю, поэтому население продолжает говорить на собственном наречии ёрон-хогэн (яп.  юнну футуба). Юнну футуба — один из рюкюских языков и близок к окинавскому. Грамматика йоронского близка к литературному японскому. Вместе с тем, фонетика ёрон-хогэн богаче японской, a система вежливости языка ещё более строга; кэйго включают десятки суффиксов и префиксов, используемых в речи о старших и мужчинах. Молодёжь Йорона может говорить на ёрон-хогэн, но дети не учат его, так как в школе и на работе все говорят на литературном японском.
Модернизация Йорондзимы началась в конце Второй мировой войны, тогда многие окинавцы пересекли 20-километровый пролив, спасаясь от военных действий. Остров электрифицировали в конце 1960-х, во время туристического бума: многие японцы не могли поехать отдохнуть на Окинаву и вместо этого отправились на Йорон.
Культура острова до сих пор крепко связана с окинавской культурой, несмотря на то, что Йорон формально принадлежит префектуре Кагосима. Эйса (яп. , вид местного танца под барабаны) по сей день популярен на мацури, например, Санго мацури, праздник коралла, проводимый в августе. На Йороне также популярна традиционная окинавская одежда, японские наряды ей уступают.
Ещё одним различием служат религиозные обряды. Японцы исповедуют как синтоизм, так и буддизм, но на Йороне буддизм не стал популярен, поэтому и похороны и свадьбы отмечаются по синтоистскому канону. Островитяне отмечают древние праздники, об этих традициях можно почитать в музее Йорона. На острове расположена специально выстроенная копия древней деревни с крытыми тростником домами, старинными инструментами и пальмовой мебелью. На острове крыши домов всё ещё кроют тростником.

## Правительство
Йорондзима находится в ведении администрации посёлка Йорон.

## Экономика
На Йороне производят соль и тростниковый уксус. 80 % периметра Йорона — коралловые рифы. В отличие от Окинавы, контролируемой правительством США, Йорон доступен для туризма, который стал приносить большие прибыли. На острове много отелей и ресторанов, можно заниматься дайвингом, виндсёрфингом, сноркелингом, плавать в лодках со стеклянным дном. На острове расположена гончарная «Ёрон-яки», известная по всей Японии.

## Транспорт
Йоронский аэропорт (IATA: RNJ; ICAO: RORY) обслуживает самолёты, летящие в обе стороны от Йорона. Japan Air Commuter предоставляет рейсы в Кагосиму и на остров Окиноэрабу, а Ryukyu Air Commuter — в Наху.
Суда курсируют от йоронского порта в Кагосиму, к Амами Осиме и в другие местные пункты; также в Кобе и Осаку.